# إيمين تازارات (مولاي عيسى بن إدريس)
إيمين تازارات هي إحدى مشيخات المملكة المغربية، تتبع جغرافيا لإقليم أزيلال وإداريًا لمولاي عيسى بن إدريس. يقدر عدد سكانها بـ 1337 نسمة حسب الإحصاء الرسمي للسكان والسكنى لسنة 2004.